# Христианская интерпретация

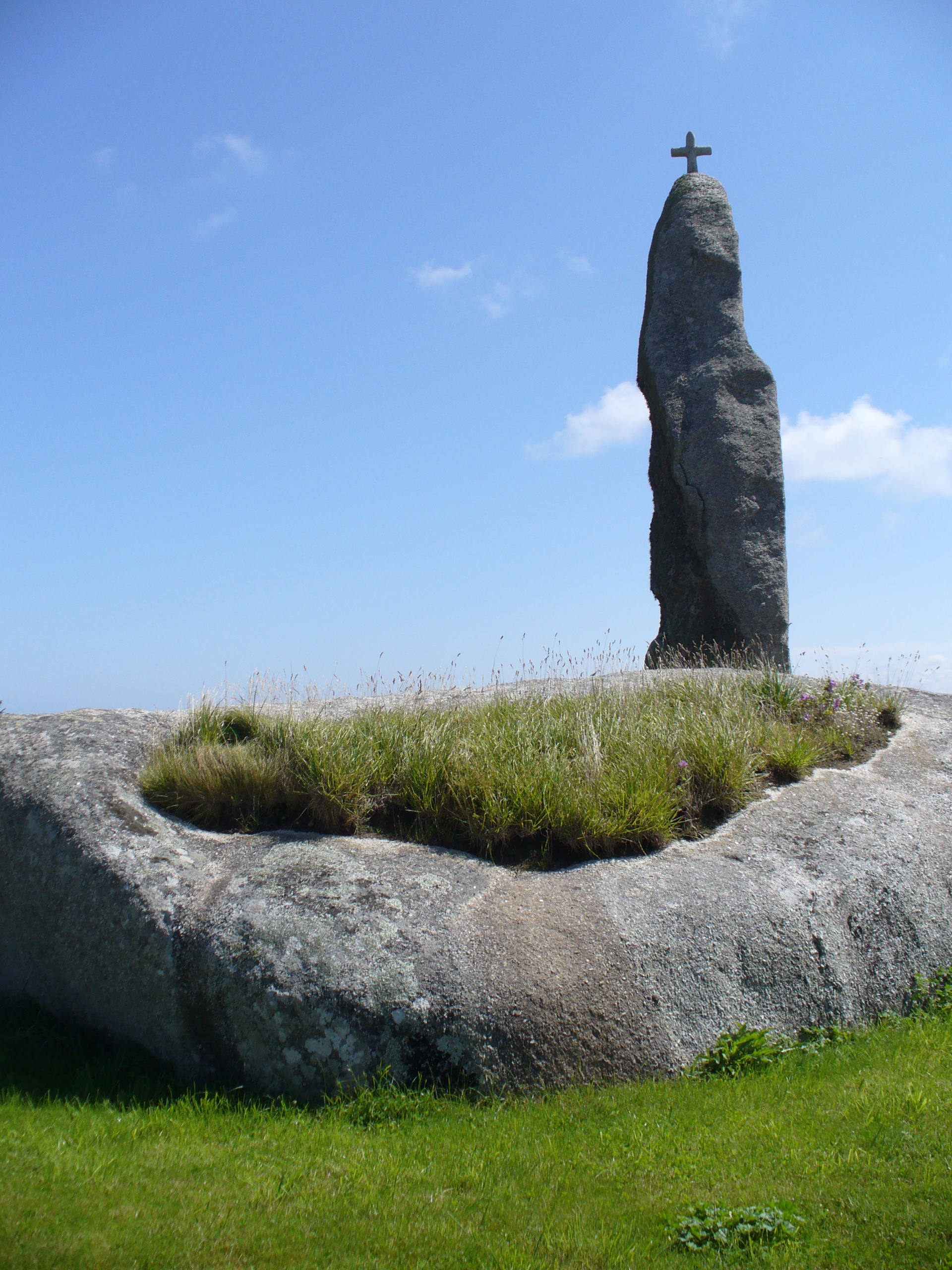
Менгир с крестом на вершине, Бретань

Христианская интерпретация (лат. interpretatio christiana) — практика адаптации Церковью нехристианских элементов культуры (в том числе обрядов, празднеств и символов) или исторических фактов к христианскому мировоззрению. Этот термин обычно обозначает придание христианской формы религиозной и культурной жизни, верованиям и представлениям «языческих» народов, с целью их христианизации.
В процессе распространения христианства Христианская церковь целенаправленно приспосабливала языческие практики, наполняя их новым и, с её точки зрения, истинным содержанием. Первый этап адаптации приходится уже на первые века истории христианства, когда церковь заимствовала ряд античных языческих культурных элементов. В дальнейшем при христианизации различных стран и народов данная практика изменялась и при необходимости периодически возобновлялась. Элементы, заимствованные в ранний период, стали частью общехристианской традиции (даты и семантика некоторых праздников, ряд обычаев и культов). Заимствования, осуществлявшиеся в процессе дальнейшей христианизации, пополнили местные христианские традиции.
Такое преобразование официально одобрялось Церковью. Так, в «Церковной истории народа англов» Беды Достопочтенного (завершена к началу 730-х годов) содержится письмо папы Григория I (590—604) к епископу Меллиту, где он доказывает, что людям легче принять христианство, если разрешить им сохранять внешнюю форму своих традиций — при условии, что они славят христианского Бога: «так через внешние радости им легче будет прийти к радостям внутренним».

## Виды

### Священные места
Христианские храмы часто возводились на месте языческих святилищ. В начале христианской истории языческие храмы обычно предварительно разрушались. С V века начинается процесс превращения их в христианские церкви. В ряде случаев прослеживается прямая связь между христианским и языческим посвящением храма. 

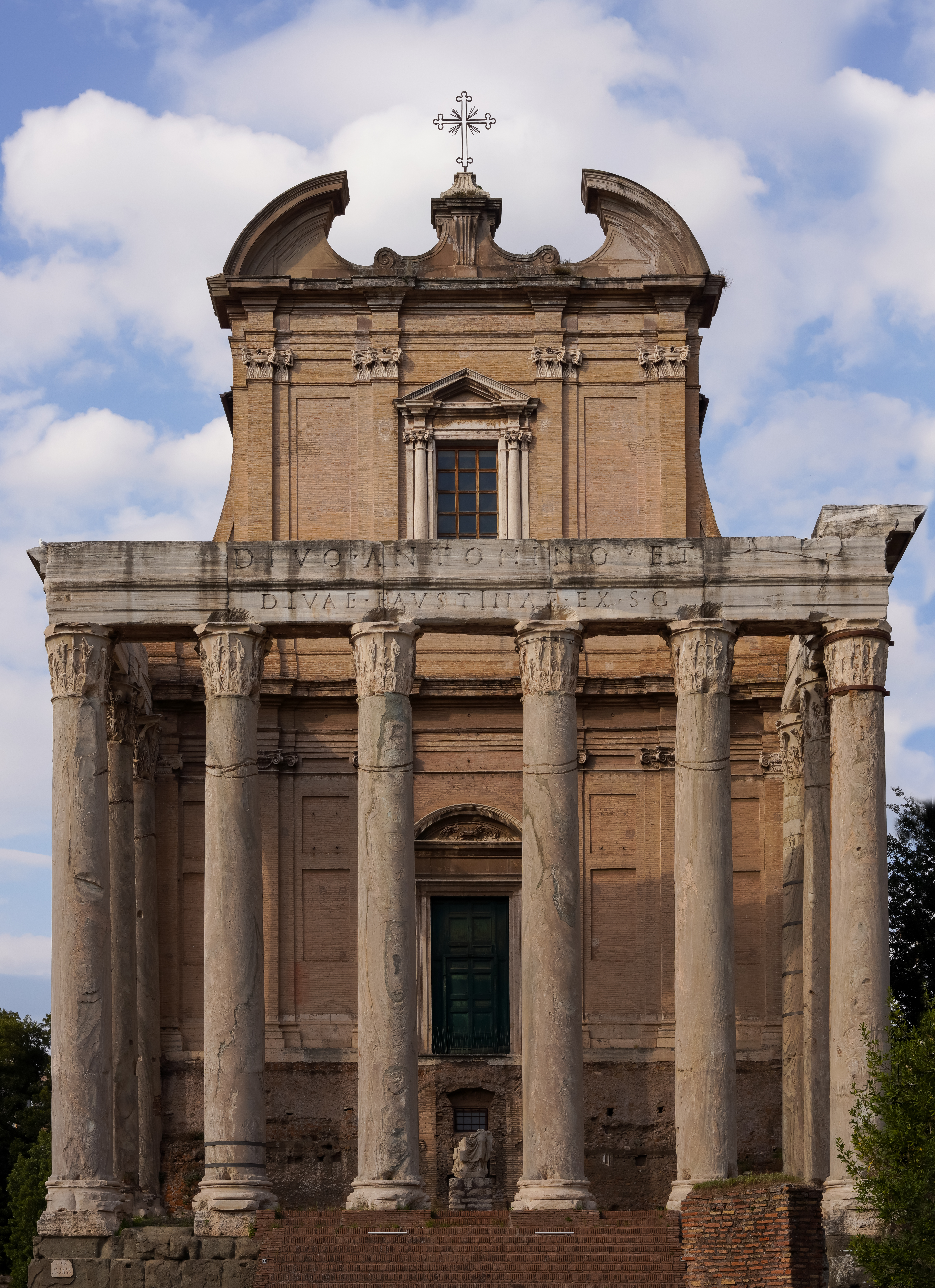
Церковь Сан-Лоренцо-ин-Миранда, изначально представлявшая собой храм Антонина и Фаустины

Священные места язычников приобретали христианское значение как через сознание новообращённых, так и в ходе сознательно проводимой политики. Христианизации подвергался сам пейзаж; выделяющиеся объекты посвящались христианским святым, порой меняя само имя: так, остров Огласа в Средиземном море был переименован в Монтекристо.
Миссионеры, проповедовавшие среди язычников, с рвением ставили их священные места на службу церкви. К примеру, Сульпиций Север в житии Мартина Турского, сносившего храмы и священные деревья язычников, отмечает: «там, где разрушал он языческие капища, там и воздвигал церкви и монастыри». А Бенедикт Нурсийский, обосновавшись в Монтекассино, первым делом разбил статую Аполлона и уничтожил языческий алтарь на холме.
В письме папы Григория I, которое приводит Беда, говорится:

Я решил, что храмы идолов этого народа не должны быть разрушены. Уничтожив находящихся в них идолов, возьмите святую воду, и окропите эти капища, и воздвигните в них алтари, и поместите святые реликвии. Ибо если храмы выстроены прочно, весьма важно заместить в них служение идолам службой Истинному Богу. Когда эти люди увидят, что святилища их не разрушены, они изгонят заблуждения из своих сердец и с большей охотой придут в знакомые им места, чтобы признать Истинного Бога и молиться Ему.

### Календарь и праздники
Ряд христианских праздников испытали античное языческое влияние в первые века христианства.
Первоначально восточные христиане вспоминали Рождество Христово 6 (19) января, в праздник Богоявления и Крещения. 25 декабря (7 января) праздник Рождества Христова, вероятно, впервые был установлен Римской церковью. 25 декабря (VIII днем до январских календ) как день «рождения Христа в Вифлееме Иудейском» впервые упоминает римский Хронограф 354 года. В тот же день там отмечен римский гражданский праздник с тридцатью гонками колесниц в честь Дня рождения непобедимого Солнца (Dies Natalis Solis Invicti). Сирийский епископ XII века Дионисий бар Салиби писал, что праздник Рождества Христова был перенесён с 6 января на 25 декабря именно по той причине, что 25 декабря язычники праздновали появление солнца, причём в празднике этом принимали участие и христиане. В тропаре Рождеству Христову (глас 4) имеются слова: «Рождество Твое, Христе Боже наш, возсия мирови свет разума, в нем бо звездам служащии звездою учахуся Тебе кланятися, Солнцу правды»
Сам праздник Богоявления (τα επιφανια, Эпифания), вероятно, заменил языческий праздник с тем же названием, который был посвящён рождению и прибавлению света. На христианском Востоке этот праздник может называться τα φωτα 'светы'.
Оба основных христианских праздника, Рождество и Пасха, связаны с солярно-лунарной символикой: Рождество связано с рождением солнца (день зимнего солнцестояния), Пасха соотносится как с солнечным, так и с лунным циклом (весенним равноденствием и полнолунием). Календарному соотнесению рождения Христа с рождением солнца отчасти могло способствовать Его Воскресение в первый день недели, в день, который у язычников был посвящён солнцу, что нашло отражение в названии воскресного дня в ряде языков (ср. лат. dies solis, греч. ημέρηλίου, англ. Sunday, нем. Sonntag), а также в день, в который был сотворен мир и свет был отделён от тьмы. Иустин Философ (ок. 100—165) писал императору Антонину Пию (Первая апология, § 67): «В день солнца мы собираемся вместе, потому что это есть первый день, в который Бог, изменивший мрак и вещество, сотворил мир, и Иисус Христос, спаситель наш, в тот же день воскрес из мёртвых». Зимнее солнцестояние (VIII день до январских календ) было соотнесено с Рождеством Христовым, в то время как летнее солнцестояние (VIII день до июльских календ) — с Рождеством Иоанна Предтечи (24 июня (7 июля)), что, согласно Августину, соответствует буквальному смыслу слов Иоанна Крестителя: «Оному подобает расти, мне же малитися» (уменьшаться) (Ин. 3, 30).
Праздник Усекновения главы Иоанна Предтечи 29 августа (11 сентября), вероятно, был установлен Александрийской церковью в противовес празднованию александрийского Нового года; праздники Рождества Богородицы 8 (21) сентября и Зачатия Богородицы 12 января — в Азии в противовес Олимпийским играм; праздник Преображения Господня 6 (19) августа — в Армении в противовес языческому Празднику роз; день архангела Михаила 8 (21) ноября — александрийского происхождения и заменил собой древнейший праздник Крещения Господня, установленный египетской церковью в противовес крокиям и торжествам в честь Усири; праздник Успения Богородицы связан с языческим праздником Деметры в Афинах; и др.
Г. Шульц указывает, что после христианизации многие народы совершали старые обряды по тем же праздникам и в тех же священных местах, — происходила лишь внешняя замена прежних богов на христианских святых. Соответствующие строки присутствуют и в упомянутом письме папы Григория I:

Также можно заменить каким-либо праздником присущий им обычай закладывать быков в жертву демонам. Так, в день освящения даров или в праздники святых мучеников, чьи реликвии помещены в храме, следует позволить им возводить вокруг храма шалаши из веток и праздновать там. Не давайте им приносить животных в жертву дьяволу, но пускай они сами употребляют их в пищу, благодаря Творца всех созданий за Его щедрые дары.
Так, например, у славян в основе народного календаря лежит церковный календарь, определяющий состав, порядок, иерархию единиц годового времени (прежде всего праздников, постов и мясоедов), в значительной степени и их терминологию. Однако содержательная сторона календарей, интерпретация праздников, периодов и сезонов, а также приуроченные к ним обряды, обычаи, запреты, предписания в целом не выводимы из христианского учения и являются органическим компонентом народной традиции.

### Обычаи и культы
Христианские святые могли замещать языческих богов и наделяться некоторыми чертами языческого происхождения. Как и античные язычники, христиане молятся на восток.
Языческое влияние заметно в обычае носить нательный крест, заменивший языческие наузы, культовой роли яиц, почитании сакральных изображений и др.
Христианское почитание бессребреников обнаруживает общие черты с античным культом Диоскуров. Разъяснение христианских таинств оглашенным сходно с мистериальной терминологией языческих посвящении. 

### Культурные артефакты

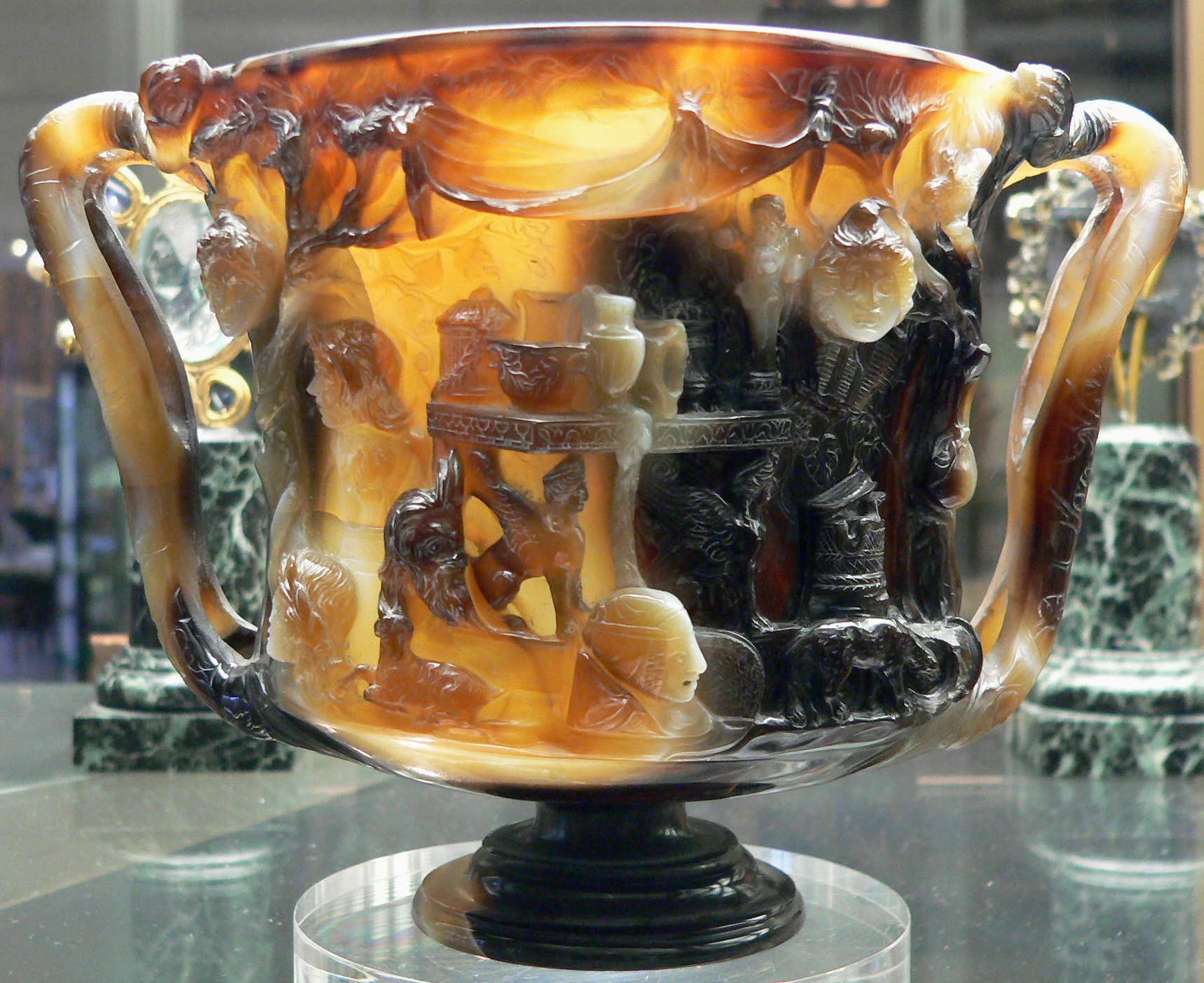
Кубок Птолемеев

В рамках христианской интерпретации какой-нибудь предмет искусства мог рассматриваться как христианский; с этой целью могли быть изменены надписи на нём. Так, римский кубок или ваза мог быть освящён и использоваться для причастия (яркий пример — кубок Птолемеев с дионисийскими мотивами, использовавшийся при коронации французских королей). Церковь могла игнорировать языческие мотивы в изображениях на предмете (сознательно или по незнанию), и вскоре о них забывали.
На старинных постройках и их остатках (сполиях) часто вырезались или устанавливались кресты. Л. Джеймс пишет: «Начертанный крест действовал похожим образом [подобно опрокинутым языческим статуям], помечая объект как христианский».
М. Хениг пишет о ряде инталий с явно языческими изображениями, сопровождаемыми христианскими надписями, например «IESVS EST AMOR MEVS» («Иисус — моя любовь»).

### Дохристианское знание
Дохристианские источники и мифы истолковывались Церковью в христианском контексте. Порой это представляет трудности для историков, пытающихся определить время обращения какого-либо народа. Некоторые ранние христианские авторы замечали сходство между элементами христианства и других религий, таких как культы Диониса или Митры. Они объясняли это тем, что дьявол стремится извратить христианство.
Языческие боги долгое время воспринимались как демоны. Так, святой Патрикий Прусский говорил, что языческие боги терпят мучения в Тартаре, а в Исландии считалось, что Сатана и Вельзевул обитают наряду с языческими богами в Вальхалле. В античности был распространён и другой взгляд, согласно которому языческие боги — это когда-то жившие и впоследствии обожествлённые люди (впервые такую теорию предложил философ Эвгемер, по имени которого она была названа эвгемеризмом).
Христианские жития святых имеют сходство с образцами античных восхвалений героев.

## Изучение
Изучавшие античность гуманисты и деятели Реформации соотносили в своих произведениях католические обряды с язычеством, а рождающиеся протестантские церкви — с новой очищающей христианизацией общества. Так, лютеранский мыслитель Филипп Меланхтон в «Апологии аугсбургского исповедания» (1530) подробно рассмотрел ритуалы, по его мнению, происходящие из языческих практик. Схожие мысли высказывали Генрих Буллингер в «De origine erroris» (1539) и Исаак де Казобон в «Шестнадцати опытах о вещах священных и церковных» (1614).
В XX веке появились новые работы по этой теме. Одной из них стала книга Ж. Сезнека «Как сохранились языческие боги: мифологическая традиция и её место в ренессансном гуманизме и искусстве». Б. А. Успенский определяет традицию усвоения дохристианских образов, их переосмысления и наполнения христианским содержанием как «воцерковление язычества».